# Kiss Elek
Kiss Elek (Medesér, 1888. március 28. – Kolozsvár, 1971. december 7.) pedagógiai és teológiai író, műfordító, egyben unitárius lelkész, erdélyi magyar unitárius püspök 1946-tól haláláig.

## Életútja

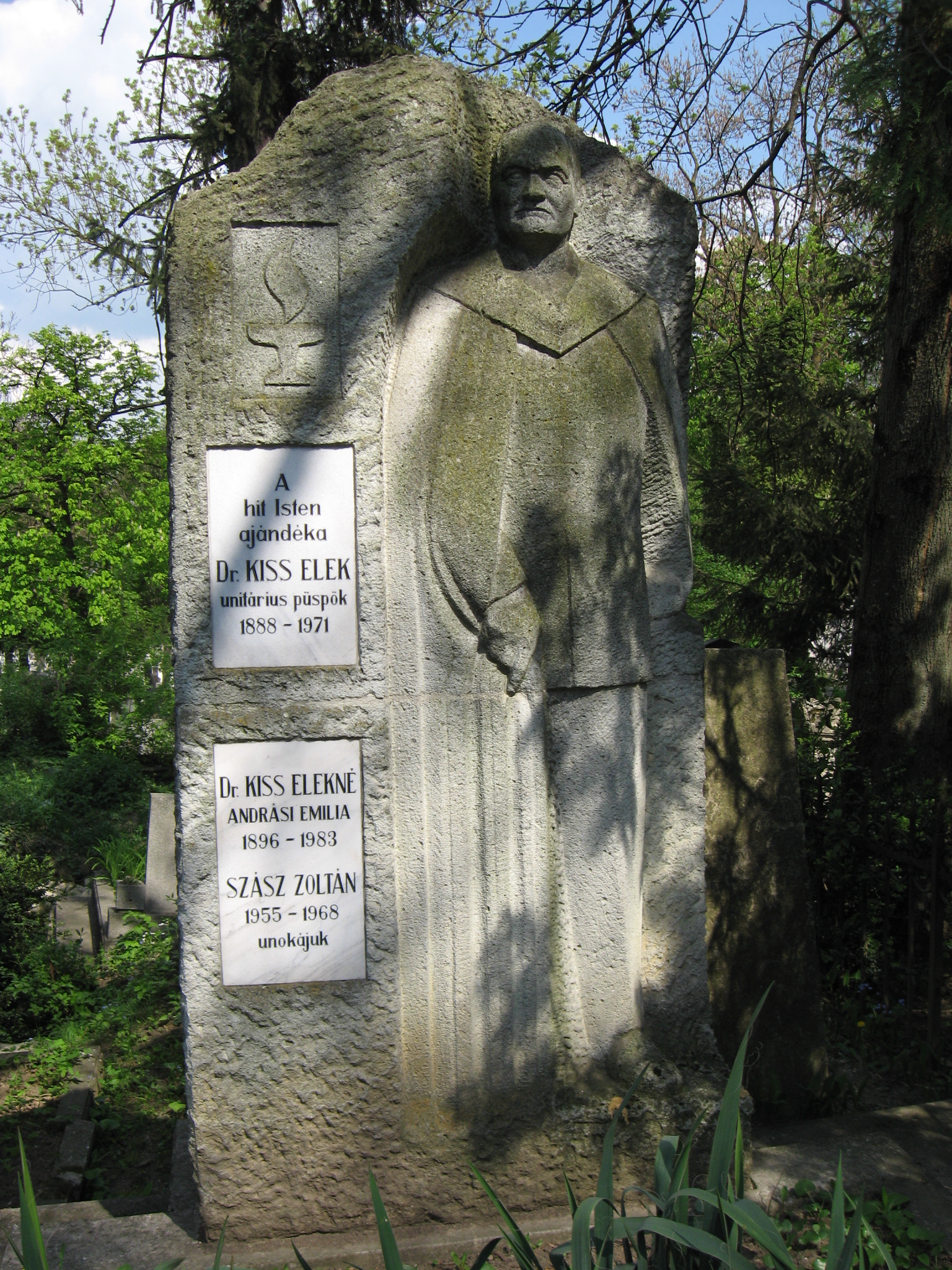
Sírja a Házsongárdi temetőben.

A középiskolát Székelykeresztúron és Kolozsvárt végezte, az Unitárius Főgimnáziumban érettségizett (1908). Főiskolai tanulmányait a kolozsvári Ferenc József Tudományegyetem bölcsészet-, nyelv- és történettudományi karán, valamint az unitárius teológián fejezte be (1913), majd az oxfordi Manchester College-ben töltött két évet. Lelkész Kissolymoson (1915–21), a kolozsvári unitárius teológiai akadémia tanára (1921–26), egy időben dékán, 1946. szeptember 15-től haláláig az erdélyi unitáriusok püspöke.
Számos egyházi lap, így az Unitárius Egyház, Unitárius Közlöny, Teológiai Akadémiai Értesítő szerkesztője, a Keresztény Magvető társszerkesztője (1924–28), az Unitárius Evangélium alapítója. Írásait a Pásztortűz és az angol Christian Life, Az ember feladata az egyetemes emberszeretet és közösségi létforma kialakulásán munkálkodni című cikkét a Világosság (1947/204) közölte.
Irodalmi munkássága pedagógiai művekkel kezdődött (A személyiség pedagogikájának alaptényezőiről. Kolozsvár, 1913; Az értelmi és erkölcsi nevelés viszonya. Kolozsvár, I. 1916, II. 1917), majd mint az Ószövetség tanára megírta Az isteni törvény útja c. alapvető művét (Kolozsvár, 1924). Kiadta Bölöni Farkas Sándor Utazás Észak-Amerikában c. munkáját (Kolozsvár, 1935), Varga Bélával közösen szerkesztette A család könyve (Kolozsvár, 1939) c. kötetet. Tankönyvet írt a héber nemzeti életről az Ószövetség szerint (Kolozsvár, 1939). A tudomány és a vallás egybehangolásának igényével írta A világ fejlődése az atom szemléletében (Kolozsvár, 1946) c. kötetét, s hasonló gondolatok térnek vissza Unitárius Kátéjában (Kolozsvár, 1968) is.
Magyarra fordította Carpenter Estlin J. A kereszténység helye a világ vallásai között (Székelykeresztúr, 1923) és Buddhizmus és kereszténység (Kolozsvár, 1925) c. munkáit.

## Főbb művei
- A személyiség paedagogikájának alaptényezőiről (Kolozsvár, 1913)
- A hit fejlődéséről (Ker. Magvető, 1914)
- Az értelmi és erkölcsi nevelés viszonya (2 k., Kolozsvár, 1916–17)
- Az „Énekek éneké”-ről (Ker. Magvető, 1917)
- A kereszténység helye a világ vallásai között (Carpenter után angolból); (Székelykeresztúr, 1923)
- Az isteni törvény útja (Kolozsvár, 1924)
- Unit. hit- és erkölcstan (Kolozsvár 1925; II. kiad., 1936)
- Buddhizmus és kereszténység (Carpenter után angolból); (Kolozsvár, 1925)
- Forgácsok angliai utamból (Kolozsvár, 1925)
- A vallás és erkölcs unit. nézőpontból (Kolozsvár, 1926)
- Az ótestamentom értékeiről (Unit. Szószék, XX. k. 1926)
- Teendőink az egyházi élet körében (Székelykeresztúr, 1926)
- Erdélyi kulturális kérdések (Kolozsvár, 1927)
- Jézus útja az unitarismus diadalma (Kolozsvár, 1928)
- Unitarismus Dániában (Kolozsvár, 1931)
- Egy unitárius hitvilága (Hall után angolból); (Kolozsvár, 1933)
- Az unitarismus jelentése és helye a mai életben (Kolozsvár, 1936)
- A család könyve; szerk. Varga Béla, Kiss Elek; Pallas Ny., Kolozsvár, 1939 (Unitárius egyházi könyvtár)
- A héber nemzeti élet az Ószövetség szerint; Pallas Ny., Kolozsvár, 1939
- A világ fejlődése az atom szemléletében; Lengyel Ny., Kolozsvár, 1946
- Unitárius imakönyv. Közhasználatra; Unitárius egyház, Cluj, 1965
- Unitárius káté; Unitárius egyház, Kolozsvár, 1968